# Sandanski
Pour les articles homonymes, voir Sandanski (homonymie).
Sandanski (en bulgare : Сандански), anciennement Svéti Vratch (Свети Врач), est une ville du sud-ouest de la Bulgarie, dans l'oblast de Blagoevgrad.

## Géographie
Sandanski est une ville du sud-ouest de la Bulgarie, dans l'oblast de Blagoevgrad. Elle est située dans un bras de la cuvette de Pétritch-Sandanski, au milieu des premières pentes occidentales de la montagne Pirin. La ville se situe à 155 km de Sofia et à 126 km de la Mer Égée.
La ville a la température annuelle moyenne (13,6 °C) la plus douce de Bulgarie et elle bénéficie d'un ensoleillement de 2 506 heures par an car la région profite des influences venues de la Mer Égée.
La ville de Sandanski est le chef-lieu de la commune de Sandanski.

## Histoire
Le village initial a été fondé autour des sources d'eau minérales chaudes au cours du IIe millénaire av. J.-C.
La localité serait la ville de naissance du célèbre gladiateur Spartacus.
La localité fut, jusqu'au VIe siècle, un des premiers évêchés de cette partie des Balkans. Elle connut son époque la plus prospère du IVe au VIe siècle, avant qu'elle ne soit détruite à la fin du VIe siècle par des tribus barbares. L'ancien nom de la ville - Sveti Vratch (Saint-Vratch = Saint-Guérisseur) - remonte à cette époque : il a été donné en l'honneur de deux frères - Kozma et Damian - qui guérissaient le peuple.
L'ancienne ville était située à l'emplacement de l'actuel centre-ville.
L'ancien nom de la ville - Sveti Vratch - a été remplacé par celui de Sandanski, en 1947, en l'honneur du révolutionnaire bulgare Iané Sandanski.

## Galerie

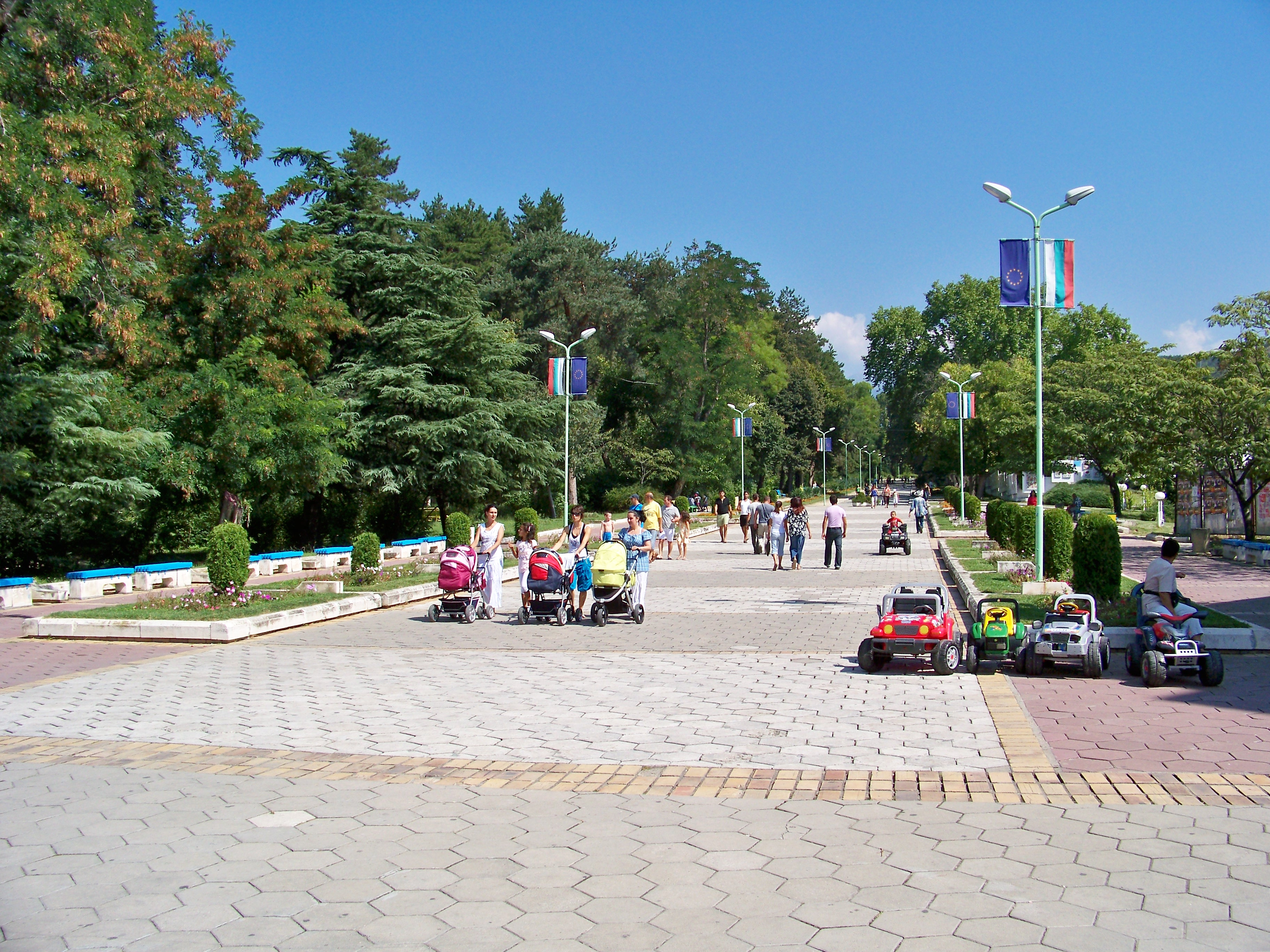
Le parc à côté de l'hôtel Sandanski
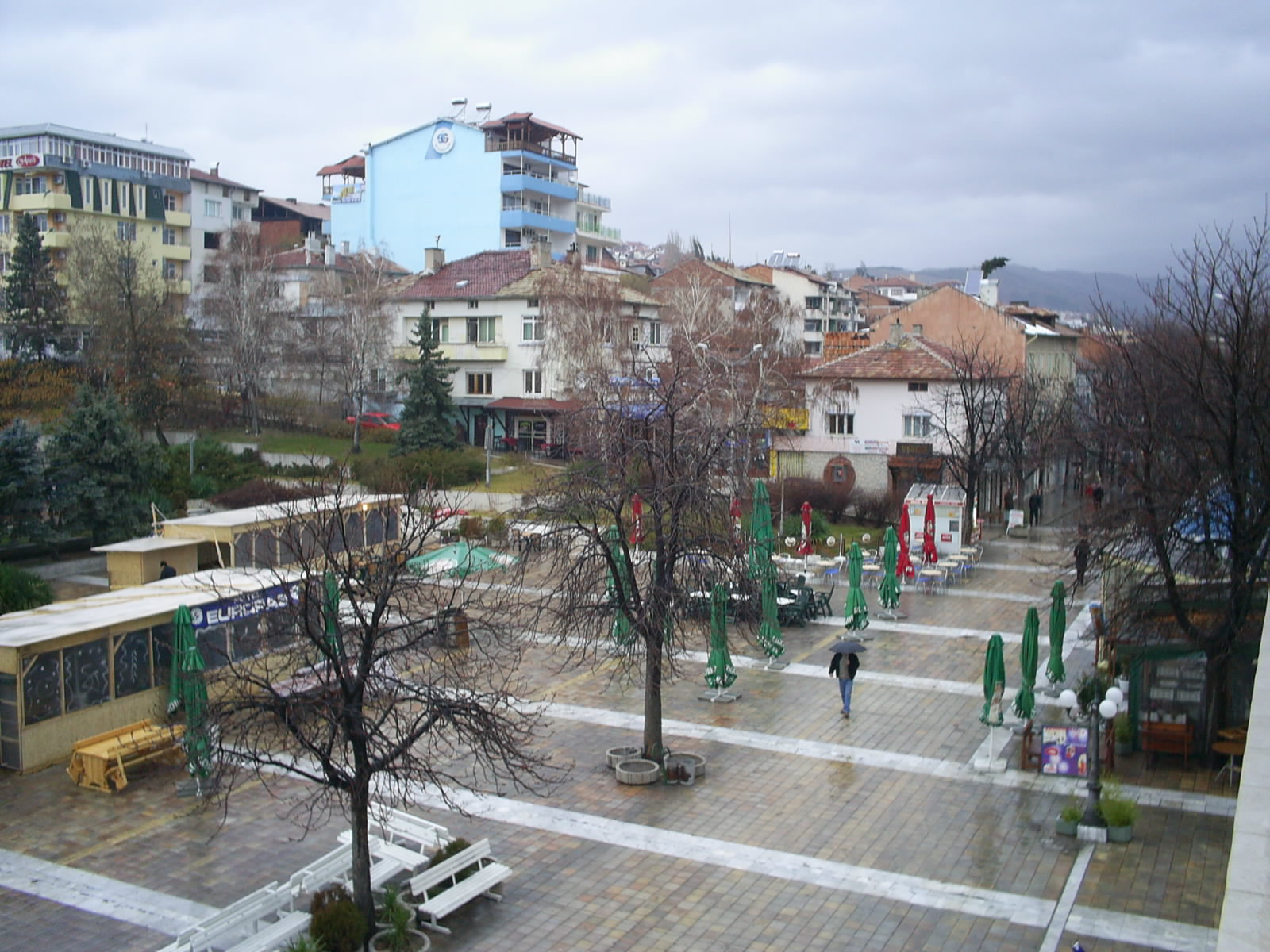
Une place du centre-ville lors d'une journée pluvieuse de décembre.
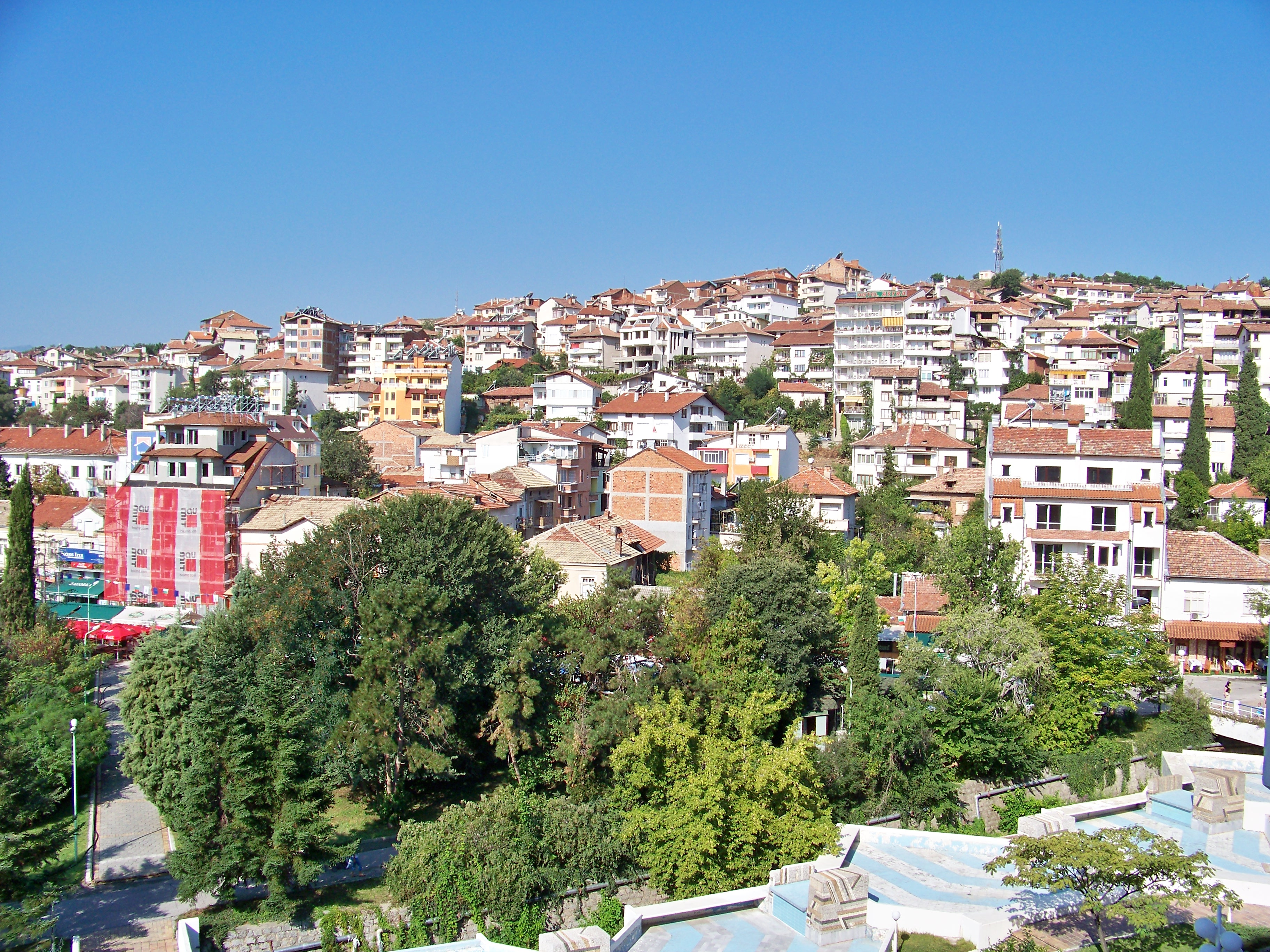
Les hauteurs de Sandanski
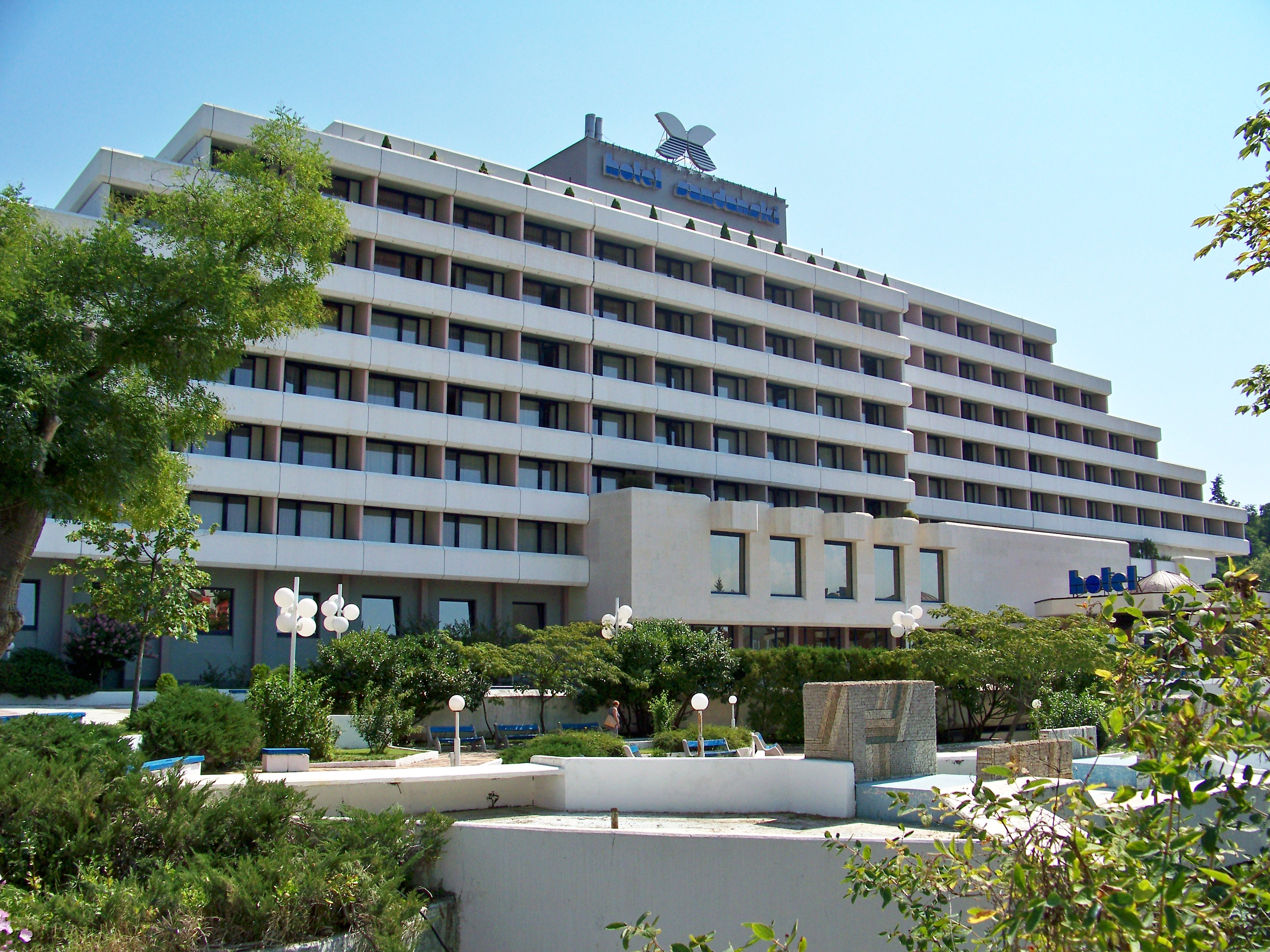
L'hôtel Sandanski